# ザンド朝

ザンド朝
سلسله زندیه

ザンド朝の最大領域

ザンド朝（ペルシア語 : زندیه ）は、イラン南東部を本拠としていたイスラーム王朝、首都はシーラーズ。

## 歴史
イラン系ともクルド系とも言われるザンド部族は、元来イラン高原西部のハマダーン南に拠点を持っていた。しかし、サファヴィー朝崩壊後の混乱の中で中でアフシャール朝のナーディル・シャーが台頭すると、一時ホラーサーン東部の草原地帯に移された。ナーディル・シャーの死後、かれらはカリーム・ハーンを指導者として元の根拠地に戻って自立、ザンド朝を建てた。カリーム・ハーンは勢力を拡張していく過程で自身の正当性を主張するために最後のサファヴィー朝の君主の孫、イスマーイール3世を名目上のシャーとして擁立し、自らはその代理人（ヴァキール）として支配を行うようになった。
1760年までに、カリーム・ハーンはアフシャール朝の支配するホラーサーンを除いたイランのほとんどを支配するようになった。彼はさらにアゼルバイジャン、イラク方面にも出兵し、バスラ地方が支配下に入った。一方で、彼は自身の第一の敵、ガージャール部族連合のコユンルー（Qoyunlu、『羊』の意）のムハンマド・ハサン・ハーンと抗争を続けた。抗争のなかでムハンマド・ハサン・ハーンの息子、アーカー・ムハンマド・ハーンを捕らえ、ガージャール部族連合内の争いから利を得るため、首都シーラーズに抑留し、コユンルーの敵であるデヴェルーを支援した。
こうしてガージャール部族連合を押さえ込むと、イラン高原には一時的ながら平和が訪れザンド朝は繁栄した。カリーム・ハーンは自らの称号を「王朝の代理人」から「人民の代理人」に変え、イスマーイール3世の死後もその後継者を擁立することはなかった。対外関係では、カリーム・ハーンはサファヴィー朝時代の交易を復活させるためにイギリスにイギリス東インド会社の交易所をブーシェフルに設置する権利を与えた。これによってブーシェフル経由のペルシア湾交易が活発化することとなったが、一方でイギリスのイランにおける影響力も高まった。
1779年、カリーム・ハーンが没するとザンド朝ではその息子達の間で後継者争いが起きるようになって一気に弱体化し、様々な外敵に攻められるようになった。ザンド朝最大の敵、ガージャール部族連合ではシーラーズを脱出したアーカー・ムハンマド・ハーンが権力を確立してガージャール朝が成立し、1781年、アスタラーバードでデヴェルーを抑えて、勢力を拡大した。1794年には最後の君主ルトフ・アリー・ハーンがガージャール朝によって捕らえられ、ザンド朝は滅亡した。

## 歴代君主
1. カリーム・ハーン（在位：1750年 - 1779年）
2. ムハンマド・アリー・ハーン（在位：1779年）
3. アブル・ファトフ・ハーン（在位：1779年）
4. アリー・ムラード・ハーン（在位：1779年）
5. サーディク・ハーン（在位：1779年 - 1782年）
6. アリー・ムラード・ハーン（在位：1782年 - 1785年）
7. ジャアファル・ハーン（在位：1785年 - 1789年）
8. ルトフ・アリー・ハーン（在位：1789年 - 1794年）

→ガージャール朝によって滅亡

## 系図
|  |  |                             |                             |                             |                             |                             |                             |                   |                   |                           |                           |                           |                           |                           |                           |  |  |                         |                       |                       |                       |                       |                       |  |  |              |              |              |              |              |              |  |  |  |  |  |  |  |  |  |  |  |  |  |  |  |  |  |  |  |  |  |  |
|  |  |                             |                             |                             |                             |                             |                             |                   |                   |                           |                           |                           |                           |                           |                           |  |  |                         |                       |                       |                       |                       |                       |  |  |              |              |              |              |              |              |  |  |  |  |  |  |  |  |  |  |  |  |  |  |  |  |  |  |  |  |  |  |
|  |  |                             |                             |                             |                             | カリーム・ハーン1           | カリーム・ハーン1           | カリーム・ハーン1 | カリーム・ハーン1 | カリーム・ハーン1         | カリーム・ハーン1         |                           |                           |                           |                           |  |  | サーディク・ハーン5     | サーディク・ハーン5   | サーディク・ハーン5   | サーディク・ハーン5   | サーディク・ハーン5   | サーディク・ハーン5   |  |  | ザキ (-1779) | ザキ (-1779) | ザキ (-1779) | ザキ (-1779) | ザキ (-1779) | ザキ (-1779) |  |  |  |  |  |  |  |  |  |  |  |  |  |  |  |  |  |  |  |  |  |  |
|  |  |                             |                             |                             |                             | カリーム・ハーン1           | カリーム・ハーン1           | カリーム・ハーン1 | カリーム・ハーン1 | カリーム・ハーン1         | カリーム・ハーン1         |                           |                           |                           |                           |  |  | サーディク・ハーン5     | サーディク・ハーン5   | サーディク・ハーン5   | サーディク・ハーン5   | サーディク・ハーン5   | サーディク・ハーン5   |  |  | ザキ (-1779) | ザキ (-1779) | ザキ (-1779) | ザキ (-1779) | ザキ (-1779) | ザキ (-1779) |  |  |  |  |  |  |  |  |  |  |  |  |  |  |  |  |  |  |  |  |  |  |
|  |  |                             |                             |                             |                             |                             |                             |                   |                   |                           |                           |                           |                           |                           |                           |  |  |                         |                       |                       |                       |                       |                       |  |  |              |              |              |              |              |              |  |  |  |  |  |  |  |  |  |  |  |  |  |  |  |  |  |  |  |  |  |  |
|  |  | ムハンマド・アリー・ハーン2 | ムハンマド・アリー・ハーン2 | ムハンマド・アリー・ハーン2 | ムハンマド・アリー・ハーン2 | ムハンマド・アリー・ハーン2 | ムハンマド・アリー・ハーン2 |                   |                   | アブル・ファトフ・ハーン3 | アブル・ファトフ・ハーン3 | アブル・ファトフ・ハーン3 | アブル・ファトフ・ハーン3 | アブル・ファトフ・ハーン3 | アブル・ファトフ・ハーン3 |  |  | ジャアファル・ハーン7   | ジャアファル・ハーン7 | ジャアファル・ハーン7 | ジャアファル・ハーン7 | ジャアファル・ハーン7 | ジャアファル・ハーン7 |  |  |              |              |              |              |              |              |  |  |  |  |  |  |  |  |  |  |  |  |  |  |  |  |  |  |  |  |  |  |
|  |  | ムハンマド・アリー・ハーン2 | ムハンマド・アリー・ハーン2 | ムハンマド・アリー・ハーン2 | ムハンマド・アリー・ハーン2 | ムハンマド・アリー・ハーン2 | ムハンマド・アリー・ハーン2 |                   |                   | アブル・ファトフ・ハーン3 | アブル・ファトフ・ハーン3 | アブル・ファトフ・ハーン3 | アブル・ファトフ・ハーン3 | アブル・ファトフ・ハーン3 | アブル・ファトフ・ハーン3 |  |  | ジャアファル・ハーン7   | ジャアファル・ハーン7 | ジャアファル・ハーン7 | ジャアファル・ハーン7 | ジャアファル・ハーン7 | ジャアファル・ハーン7 |  |  |              |              |              |              |              |              |  |  |  |  |  |  |  |  |  |  |  |  |  |  |  |  |  |  |  |  |  |  |
|  |  |                             |                             |                             |                             |                             |                             |                   |                   |                           |                           |                           |                           |                           |                           |  |  | ルトフ・アリー・ハーン8 |                       |                       |                       |                       |                       |  |  |              |              |              |              |              |              |  |  |  |  |  |  |  |  |  |  |  |  |  |  |  |  |  |  |  |  |  |  |